# Зегельбах, Христиан Фридрих
Христиан Фридрих Зегельбах (1763—1842) — немецкий и российский педагог; ординарный профессор Юрьевского университета по кафедре исторического богословия.

## Биография
Христиан Фридрих Зегельбах родился 28 апреля 1763 года в городе Эрфурте (Тюрингия), где и посещал гимназию. В 1780—1781 гг. он слушал лекции в Эрфуртском, а в 1782—83 гг. в Йенском университетах. Ещё будучи студентом последнего, Зегельбах проповедовал с кафедры университетской церкви. 
Желание его определиться приват-доцентом в Йенский университет не осуществилось по семейным обстоятельствам. Возвратившись в Эрфуртский университет, Зегельбах получил степень бакалавра и магистра и за сочинение: «De valoribus quantitatum mediis» и был удостоен степени доктора философии (1789). До 1796 года он состоял приват-доцентом Эрфуртского университета и читал лекции по истории, философии и математике, предпринимая в то же время поездки с учеными целями и работая в научных и церковных учреждениях. 
Из-за финансовых трудностей Христиан Фридрих Зегельбах вынужден был принять место учителя в главной немецкой школе в Петрограде. В качестве учителя философии, религии и церковной истории он проработал в ней почти 14 лет. 
В 1810 году Х. Ф. Зегельбах был избран ординарным профессором Юрьевского университета и тогда же назначен членом школьной комиссии. По истечении шести лет он отказался, по состоянию здоровья, от этой последней должности, но вскоре снова занял её. С января 1811 по 1814 год он состоял директором Юрьевской гимназии и других школ Дерпта. 
Кроме лекций по церковной истории, Зегельбах читал священную хронологию, церковную географию и статистику, а также руководил кахетизаторскими и церковно-историческими семинариями. Вызываемая преклонным возрастом потребность в отдыхе и желание иметь достаточно свободного времени для научных целей побудили Зегельбах отказаться в 1822 году от должности члена школьной комиссии. В ноябре того же года он освобожден был также от обязанностей участвовать в заседаниях совета университета, а через год подал прошение об отставке; в этом прошении он говорит о своей неизлечимой болезни, мешающей ему продолжать преподавательскую деятельность, в действительности же главным побуждением к отставке послужило его богословское направление — рационализм, несогласное с пиэтическими воззрениями попечителя графа Ливена. Выйдя в 1823 году в отставку, он поселился в столице Российской империи. 

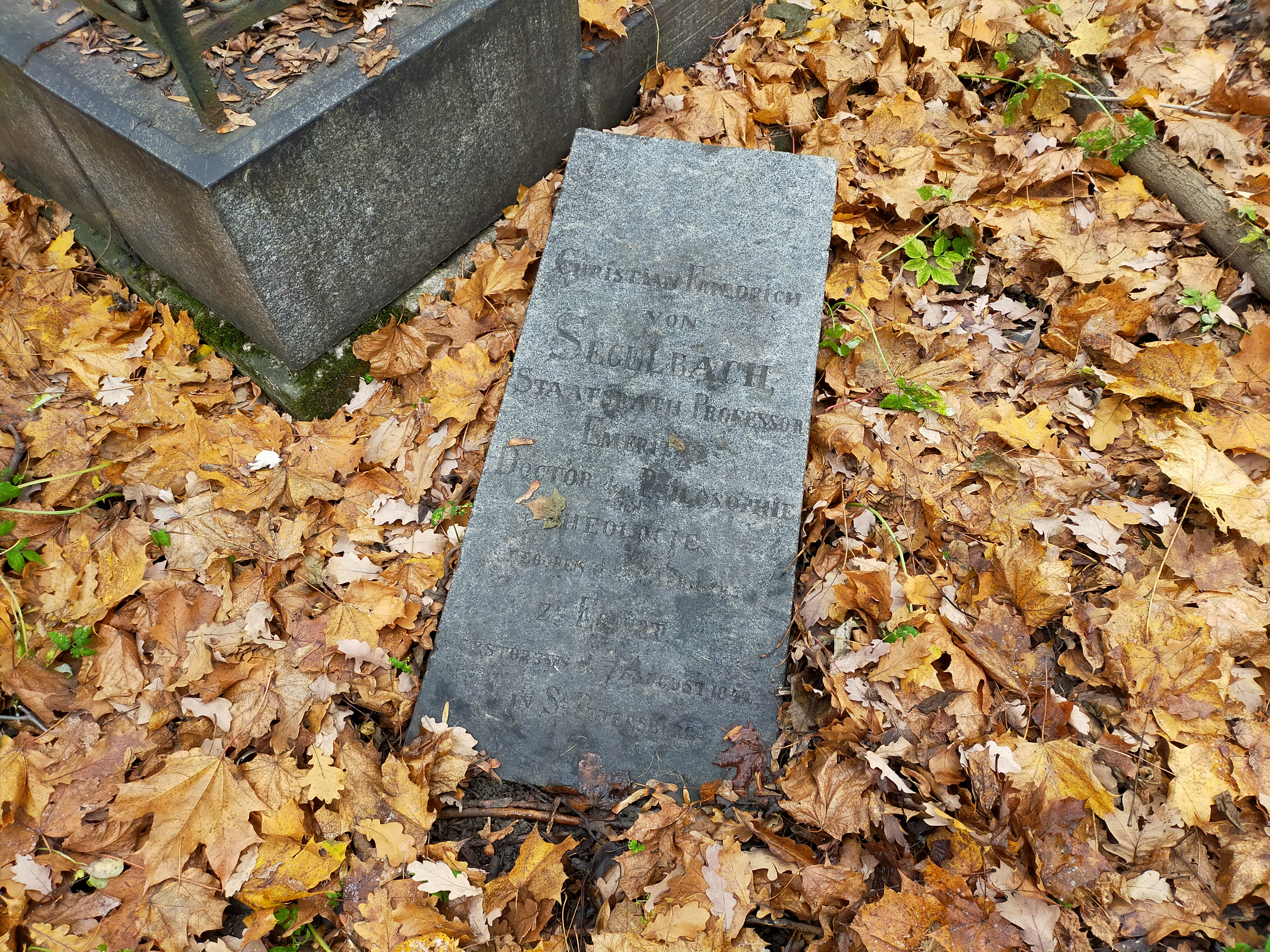
Христиан Фридрих Зегельбах (1763-1842), могильная плита на Волковском лютеранском кладбище

Служебная оценка преподавательской деятельности Зегельбаха выразилась в назначении ему пенсии в 5000 рублей, коллегиальная же — в поднесении ему в день его 50-летнего докторского юбилея приветственного адреса, в котором отмечались и заслуги его по отношению к церковной музыке, а также его прекрасные стихотворения на разные случаи. 
Зегельбах состоял членом физико-математического общества в Эрфурте, Российского минералогического общества и Санкт-Петербургского филармонического общества. 
Христиан Фридрих Зегельбах умер 7 августа 1842 года в городе Санкт-Петербурге.

## Избранная библиография
- «Handbuch zum Unterricht im Christenthum, zum Gebrauch für die oberen Classen der deutschen Hauptschule zu St. Petri» (St. Petersburg. 1807).
- «Bemerkungen über das im kurzen erschienene Werk: Kirchenordnung für die Protestanten im russischen Reiche, entworfen von G. Fr. Sahlfeldt» (Dorpat. 1808).
- «Dissertatio inauguralis sistens annotationes quasdam in Epinicium Deborae eriticas et exegeticas» (Dorpat. 1811).
- «Auf welche Wissenschaften hatte dis Reformation einen heilsamen Einfluss. Rede bei Reformationsfeier» (1817).
- «Ueber den Einfluss seltener Gedächtnissfeste auf höhere Geistesstimmung. Rede zur Feier der Eröffnung d. Universität» (1827).